# Episodi di Girlfriends' Guide to Divorce (terza stagione)
La terza stagione della serie televisiva Girlfriends' Guide to Divorce, composta da 7 episodi, è stata trasmessa sul canale statunitense Bravo dall'11 gennaio al 22 febbraio 2017
In Italia, la stagione è andata in onda dal 10 aprile 22 maggio 2017 sul canale a pagamento Premium Stories.
| n° | Titolo originale                                               | Titolo italiano                                                | Prima TV USA     | Prima TV Italia |
| -- | -------------------------------------------------------------- | -------------------------------------------------------------- | ---------------- | --------------- |
| 1  | Rule No. 43: When One Door Opens, There's An Icy Draft         | Regola 43: Quando si apre una porta entra uno spiffero         | 11 gennaio 2017  | 10 aprile 2017  |
| 2  | Rule No. 137: Move Your Car                                    | Regola 137: Sposta la macchina                                 | 18 gennaio 2017  | 17 aprile 2017  |
| 3  | Rule No. 188: Mind Your Side of the Plate                      | Regola 188: Pensa a quello che c'è nel tuo piatto              | 25 gennaio 2017  | 24 aprile 2017  |
| 4  | Rule No. 225: What Happens in Bakersfield Stays in Bakersfield | Regola 225: Quel che succede a Bakersfield resta a Bakersfield | 1º febbraio 2017 | 1º maggio 2017  |
| 5  | Rule No. 99: Cook Naked                                        | Regola 99: Cucinare nudi                                       | 8 febbraio 2017  | 8 maggio 2017   |
| 6  | Rule #No. 218: There's No Crying in Baseball                   | Regola 218: Nel baseball non si piange                         | 15 febbraio 2017 | 15 maggio 2017  |
| 7  | Rule No. 91: Run Toward What Scares You                        | Regola 91: Corri verso quello che ti fa paura                  | 22 febbraio 2017 | 22 maggio 2017  |